# Corrêa Lima
José Otávio Correia Lima (São João Marcos, 17 de julho de 1878 — Rio de Janeiro, 26 de agosto de 1974) foi um escultor e professor brasileiro.

## Biografia
Correia Lima frequentou, entre 1892 e 1898, a Escola Nacional de Belas Artes, no Rio de Janeiro. Segue viagem para Paris, onde passa dois meses e encontra seu ex-professor Rodolfo Bernardelli, que o aconselha a seguir para a Itália. Monta um ateliê em Roma, morando ali de 1889 a 1902.
De volta ao Brasil, participa de diversas exposições, recebendo em 1907 o primeiro lugar em um concurso do Ministério da Justiça para o projeto de um monumento ao Almirante Barroso.
Torna-se professor (1910 a 1930) e diretor (1927 a 1930) da Escola Nacional de Belas Artes, além de membro do Conselho Superior de Belas Artes. Em sua trajetória, Corrêa Lima mantém-se fiel a uma escultura pautada por princípios conservadores, evitando iniciativas renovadoras.
É pai do arquiteto e urbanista Attilio Corrêa Lima.

## Exposições coletivas

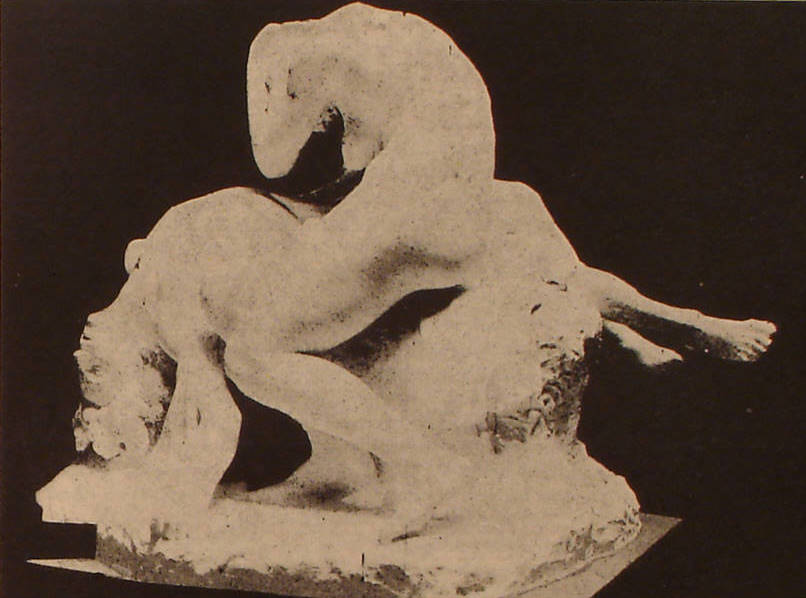
Mater dolorosa (ca. 1902). Obra de Correia Lima

- 1898 - Rio de Janeiro - Exposição Geral de Belas Artes
- 1899 - Rio de Janeiro - Exposição Geral de Belas Artes - prêmio viagem
- 1901 - Rio de Janeiro - Exposição Geral de Belas Artes - medalha de prata
- 1901 - Roma (Itália) - Salão Anual de Roma, com a obra Prisioneiro
- 1902 - Rio de Janeiro - Exposição Geral de Belas Artes - medalha de ouro
- 1903 - Rio de Janeiro - Exposição Geral de Belas Artes
- 1907 - Rio de Janeiro - Exposição Geral de Belas Artes
- 1912 - Rio de Janeiro - Exposição Geral de Belas Artes
- 1915 - Rio de Janeiro - Exposição Geral de Belas Artes
- 1916 - Rio de Janeiro - Exposição Geral de Belas Artes - medalha de honra
- 1918 - Rio de Janeiro - Exposição Geral de Belas Artes
- 1925 - Rio de Janeiro - Exposição Geral de Belas Artes
- 1929 - Rosário de Santa Fé (Argentina) - Exposição de Belas Artes, com Busto de Rodolfo Bernardelli